# ويليام غامبل
ويليام غامبل (بالإنجليزية: William Gamble)‏ (5 نوفمبر 1798 - 10 أغسطس 1855) هو لاعب كريكت بريطاني (وحمل سابقاً جنسية المملكة المتحدة لبريطانيا العظمى وأيرلندا ومملكة بريطانيا العظمى).